# Christophe Kabongo
Christophe Kabongo (* 27. srpna 2003 Praha) je český profesionální fotbalista, který hraje na pozici útočníka či ofenzivního záložníka za český klub FC Viktoria Plzeň a za český národní tým do 21 let.

## Klubová kariéra
S fotbalem začínal v pražském Meteoru, od 10 let působil ve Spartě, v sezóně 2015/16 krátce hostoval i ve Slavii.
V červenci 2020 se přesunul do belgického Lommelu. Svého debutu v klubu se dočkal 11. září, když odehrál poslední půlhodinu utkání belgické druhé nejvyšší soutěže proti Lierse Kempenzonen. Do A-týmu belgického klubu se nedokázal naplno probojovat, v prvních dvou letech svého angažmá odehrál dohromady 9 soutěžních utkání.
V podzimní části sezóny 2022/23 Kabongo odehrál 5 ligových utkání, dal jednu branku a přidal jednu asistenci.
V únoru 2023 posílil Kabongo nováčka nejvyšší slovenské ligy FK Železiarne Podbrezová, které po polovině sezóny 2022/23 patřilo čtvrté místo. Kabongo ve slovenské lize debutoval 24. února, když nastoupil do zápasu proti Zemplínu Michalovce. 11. března vstřelil svou první branku v dresu Podbrezové, a to při prohře 1:6 se Spartakem Trnava. Ve zbytku sezóny vstřelil ještě další 4 branky a pomohl Podbrezové ke konečné 4. příčce, klubu tak jen těsně unikl historický postup do evropských pohárů.

## Reprezentační kariéra
Kabongův otec pochází z DR Kongo, matka je původem Ruska, ale od 7 let žije v Česku. V listopadu 2019 reprezentoval Česko na turnaji U17 v Anglii.
V červnu 2021 naskočil do jednoho přátelského utkání české „devatenáctky“ proti Slovensku. Během začátku povedeného angažmá na Slovensku byl povolán i do české reprezentace do 20 let.
V dresu české jedenadvacítky se poprvé představil 8. září 2023 v Uherském Hradišti v přátelském utkání proti Slovensku, přičemž gólem přispěl k výhře 2:0.